# Aleksandr Imeretyński
Aleksander Konstantinowicz Imeretyński, książę Bagration, ros. Александр Константинович Имеретинский (ur. 24 grudnia 1836?/5 stycznia 1837 w Moskwie, zm. 17?/30 listopada 1900 w Warszawie) – gruziński arystokrata (książę), rosyjski generał i gubernator warszawski.

## Życiorys
Aleksander Imeretyński pochodził z rodu Bagrationów – dynastii królewskiej, która kiedyś rządziła Gruzją. W latach 1897–1900 pełnił funkcję generał-gubernatora Warszawy z nadania cara, zastępując w fotelu Pawła Szuwałowa. 
Pozorny zwolennik porozumienia z Polakami i pozyskania ich przychylności dla państwa rosyjskiego. W rzeczywistości widział zagrożenie we wzrastającym niezadowoleniu Polaków, podgrzewanym podówczas przez coraz liczniejsze wydawnictwa i organizacje nielegalne, jak np. wydawany przez Piłsudskiego Robotnik i PPS.
Rozwijający się pod koniec XIX w. na ziemiach Królestwa Polskiego ruch socjalistyczny docierał do coraz liczniejszych mas – głównie robotników, ale też chłopów i Żydów. Ponieważ największy odłam tego ruchu głosił konieczność wyzwolenia się z niewoli cara, Imertyński zdecydował o zmianie dotychczasowej represyjnej polityki wobec Polaków. Pozorne ustępstwa ze strony Rosjan (m.in. przywrócenie prawa do modlitwy w języku ojczystym w szkołach w 1897, zdymisjonowanie znienawidzonego przez Polaków kuratora Aleksandra Apuchtina, polskojęzyczna gazeta czy też zezwolenie na budowę pomnika Adama Mickiewicza) miały zneutralizować wpływ wydawnictw i ruchów nielegalnych.
W 1898 wykradziony został przez działaczy PPS tajny memoriał Imeretyńskiego dotyczący współpracy z caratem, w którym Imeretyński relacjonował carowi założenia swojej polityki pozornych ustępstw, mających doprowadzić de facto do wzrostu tempa rusyfikacji Polaków. Wydany w Londynie wraz ze wstępem autorstwa Józefa Piłsudskiego, zdobył niebywały rozgłos i w znacznej mierze przyczynił się do dymisji Imeretyńskiego, jak też zdecydowanego osłabienia pozycji stronnictw ugodowych.

## Literatura
- A. Woźniak, Gruziński wielkorządca w Warszawie. Rządy księcia Aleksandra Imeretyńskiego w Królestwie Polskim (1897-1900), „Pro Georgia”, 2004, nr 11, s. 75–88.